# الطواز
الطواز هي بلدية تبعد 30 كلم عن مدينة أطار عاصمة ولاية أدرار في موريتانيا.
تُعرَف هذه البلدية بالنشاط الزراعي حيث أنَّها المزود الأساسي لمدينة أطار وحتى العاصمة نواكشوط بمادة الجزر بالإضافة إلى التمور، حيث توجد بها واحات نخيل قلَّ نظيرها في أدرار، وتسكنها الكثير من القبائل الموريتانية أكثرهم فيها من حيث العدد السماسيد وأولاد غيلان.